# Bijeli konj iz Uffingtona
Bijeli konj iz Uffingtona je pretpovijesni stilizirani brdski lik na gornjim obroncima brda koje nosi ime po ovome umjetničkom djelu Brdo bijelog konja (White Horse Hill), na 261 metar nadmorske visine i 79 metara relativne visine. Od mjesta Uffingtona je udaljen 2,5 km južno. Uffington je blizu Oxfordshirea, 8 km južno od Faringdona i zapadno od Wantage. Brdo na kojem se nalazi dio je Berkshire Downsa i gleda sjeverno ka distriktu koji se zove po konju, Vale of White Horse. Uffington je u ceremonijalnom okrugu Oxfordshireu i povijesnom okrugu Berkshireu. Najbolji pogled na konja je iz zraka ili iz naselja preko Valea, iz sela Great Coxwella, Longcota i Fernhama.
U blizini je povijesni spomenik Zmajevo Brdo (Dragon Hill).
Izrađen je od dubokih jaraka punih bijele krede. Dužine je 110 metara i širine 40 metara.
Pripada starijoj skupini velikih figura nastalih rovanjem na brežuljcima (geoglifi) i vrstom spada u jedan od čestih motiva, motiva konja. Većina je nastala u zadnja tri stoljeća, no novija istraživanja pokazala su veću starost lika. Nove procjene su da je nastao u kasnom brončanom ili mlađem željeznom dobu, od između 1400. i 600. g. pr. Kr. Drugi datiraju u razdoblje željeznog doba (800. pr. Kr. - 100.) ili kasno brončano doba (1000. pr. Kr. – 700. pr. Kr.). Ovakve su procjene postojale i prije 1990-ih zbog sličnosti dizajna sa sličnim likovima u keltskoj umjetnosti. Potvrdilo je teoriju iskopavanje koje su 1990. vodili Simon Palmer i David Miles iz oxfordske arheološke jedinice. Fine naslage uklonjene s njuške bijelog konja znanstveno su datirane u kasno bročano doba, sometime between 1380 and 550 BC. Otkrili su i da lik nije površno ugreban u površinu brda, nego da je duboko kopan u brdo, do metar dubine.
Srednjovjekovana velška knjiga Llyfr Coch Hergest (Crvena knjiga Hergesta) (1375. – 1425.) spominje: "Gerllaw tref Abinton y mae mynydd ac eilun march arno a gwyn ydiw. Ni thyf dim arno.", u prijevodu s velškog "Blizu grada Abintona je planina s likom pastuha na njoj i bijel je. Ništa ne raste na njemu."
Ne zna se što predstavlja. Pretpostavlja se da možda simbolizira keltsku božicu Emonu. Arheolog sa Sveučilišta u Southamptonu Joshua Pollard ističe da je konj poravnan s kretanjem sunca, osobito u vrijeme polovice zime kad izgleda da Sunce preuzima konja, radi pokazivanja da je stvoren kao prikaz sunčeva konja, odražavajući mitsko vjerovanje da Sunce preko nebeskog obzora u dvokolici vuče konj. Neki ga povezuju s graditeljima Uffingtonske utvrde, gradine iz željeznog doba, koja se nalazi na humu iznad Bijelog konja.
Bijeli konj slična je izgleda konju na keltskom novcu, valutom predrimske Britanije na Marlborough Bucketu (grobišnom gomilom iz željeznog doba kod Marlborougha).
Sloj krede u kojem je iskopan crtež prekriven je travnjakom. Trava brzo prekrije otkrivenu površinu pa je potrebno često ukloniti travu. Postupak je jednostavan. S obzirom na to da se sačuvala vidljivost, ukazuje da su počevši od tvoraca svi narodi koji su ovdje življeli nastavili održavanje likova i da to traje više od 3000 godina.
Mjesto je pod upravom i vlasništvomn Nacionalnog trusta i planirani spomenik. The Guardian izjavio je 2003. da je više od tri tisuće godina uffingtonski bijeli konj bio ljubomorno čuvan kao remek-djelo minimalizma. Također, nadahnuo je stvaranje ostalih likova konja na brdu.
Bijeli konj iz Uffingtona dao je ime folk rock sastavu Uffington Horse.